# 케이시 네이스탯

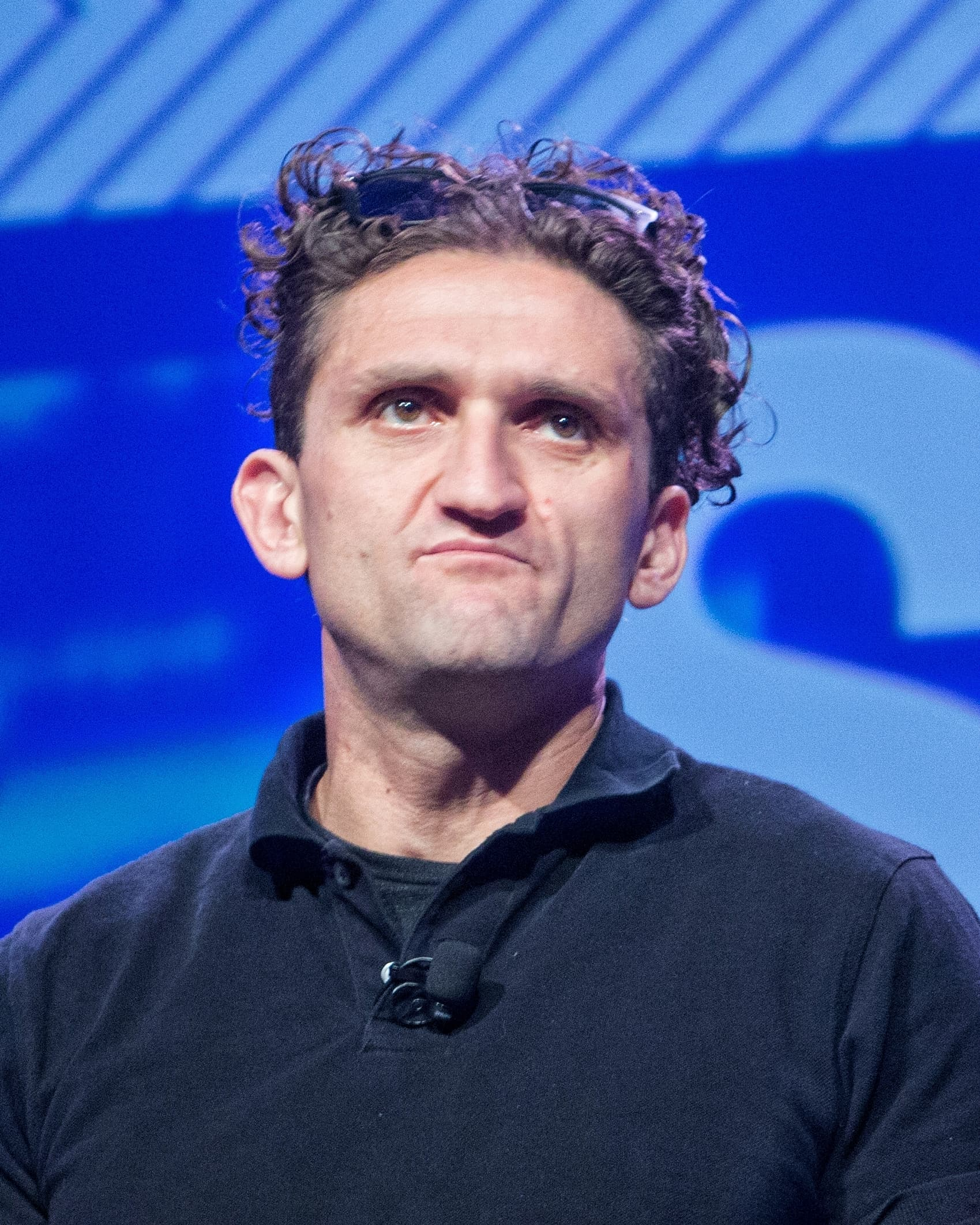
2017년 모습

케이시 오언 나이스탯(Casey Owen Neistat, 영어 발음: /ˈnaɪstæt/, 1981년 3월 25일 ~ )은 미국의 유튜버이다. 소셜 미디어 기업 빔(Beme)의 창업자 중 한 명이다. 동생 밴 나이스탯(Van Neistat)과 함께 제작한 다큐멘터리 시리즈 《The Neistat Brothers》가 2010년 HBO에서 방영되었다.